# Disney California Adventure
Disney California Adventure, precedentemente Disney's California Adventure (chiamato anche Disney California Adventure Park o DCA), è il secondo parco divertimenti della Walt Disney Company aperto nel Disneyland Resort ad Anaheim, Stati Uniti, e fu inaugurato l'8 febbraio 2001.

## Storia

### Concetto e creazione
L'attuale sito del Parco Disney California Adventure venne acquistato da Walt Disney negli anni '50 e servì da parcheggio per Disneyland per oltre 40 anni. Dopo il successo ottenuto da Walt Disney World Resort, costruito nel 1971, coi suoi vari parchi a tema costruiti su un solo sito, la Disney annunciò nel 1991 l'intenzione di costruire "WestCOT", un centro Epcot della costa occidentale, sul sito del vecchio parcheggio di Disneyland, nel frattempo sostituito da uno nuovo multipiano. I problemi finanziari che attanagliavano però Euro Disneyland (ora Disneyland Paris) nella prima metà degli anni '90, portò la Disney a cancellare WestCOT nel 1995.
Nell'estate del 1995, Michael Eisner, l'allora amministratore delegato della Disney, dopo una serie di meeting del consiglio di amministrazione, annunciò che avrebbero invece costruito un parco a tema sulla storia e la cultura della California.
Essendo un parco orientato agli adulti come Epcot, punto focale del design sarebbe stata la ristorazione e lo shopping. La costruzione del parco iniziò il 22 gennaio 1998.

### Inaugurazione e critiche
Il parco è stato inaugurato l'8 febbraio 2001 con quattro distretti, 22 spettacoli e attrazioni e 15 ristoranti. Il parco aprì con molte critiche negative che portarono ad un numero di visitatori minore rispetto alle aspettative. Le critiche erano rivolte alla mancanza di attenzione per i dettagli, la mancanza di attrazioni per i bambini, un numero elevato di negozi e ristoranti rispetto al numero di attrazioni e un tema considerato ridondante, dato che il parco si trovava già in California. Il parco mancava anche di un perimetro per separarlo dai quartieri circostanti, per immergere completamente gli ospiti. Pertanto al Disney California Adventure Park, tutti gli hotel vicini, le linee elettriche, le torri radio e l'Anaheim Convention Center erano tutti visibili, il che riduceva il senso di immersione.

### Cambiamenti e riprogettazione
Nell'ottobre 2002 è stata aperta l'area "Flik's Fun Fair", che ha aggiunto attrazioni per i bambini, e nel maggio 2004 è stata inaugurata "The Twilight Zone Tower of Terror". Il 17 ottobre 2007, The Walt Disney Company ha annunciato una riprogettazione pluriennale da 1,1 miliardi di dollari e un piano di espansione per Disney's California Adventure Park. "Toy Story Midway Mania!" ha aperto nella zona "Paradise Pier" nel giugno 2008. "World of Color", uno spettacolo notturno di acqua e luci a "Paradise Bay", è stato inaugurato nel giugno 2010 quando il parco cambia leggermente il nome (da Disney's a Disney) e il logo. "The Little Mermaid: Ariel's Undersea Adventure" ha aperto sul sito precedentemente occupato dal teatro "Golden Dreams" nel giugno 2011.

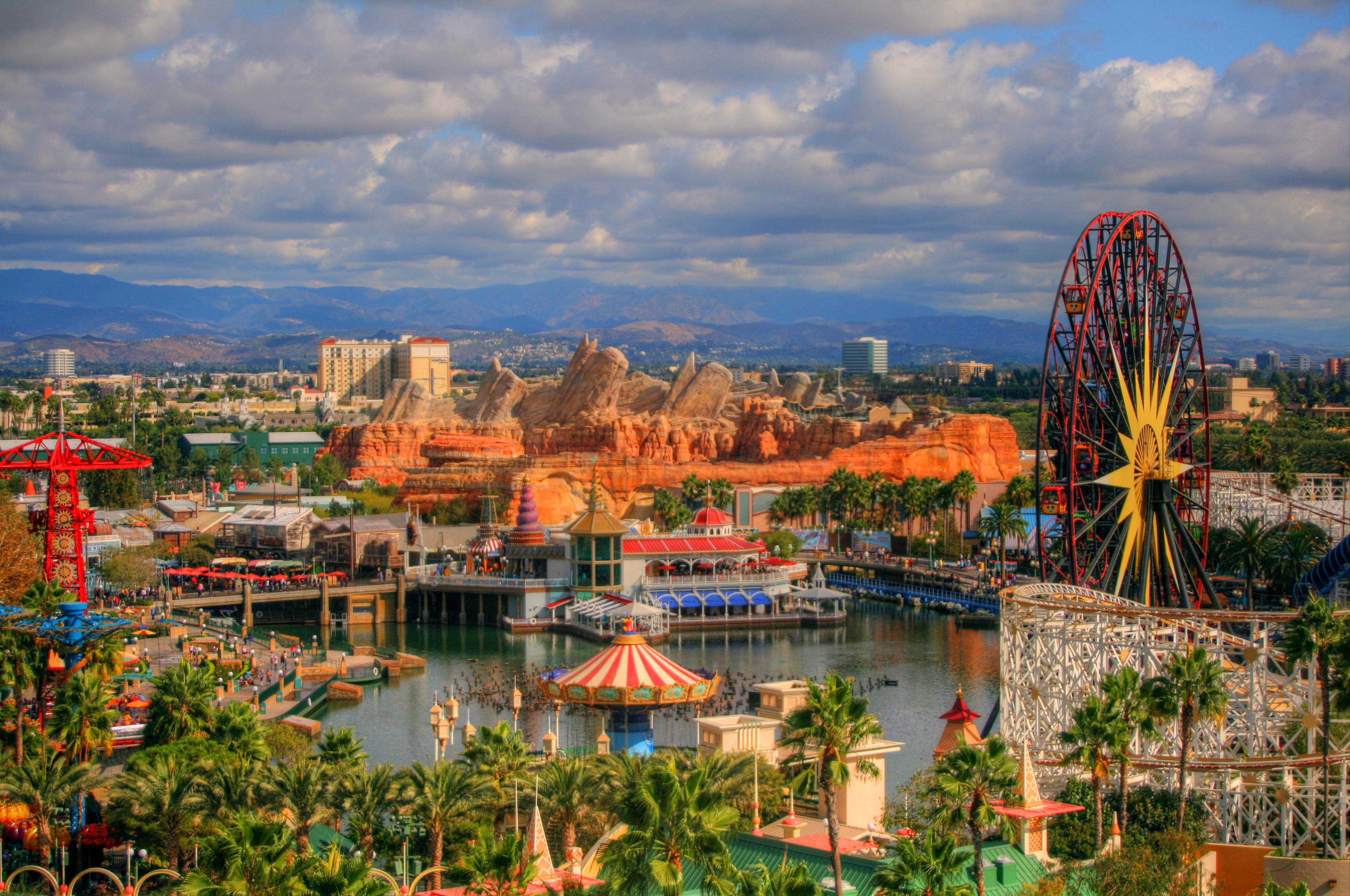
Una veduta aerea del parco come appariva nel 2012.

Diversi altri cambiamenti vennero attuati a scenografie e vaste aree del parco, "Cars Land", un'area che simula Radiator Springs dalla serie di film Pixar Cars, è stata aggiunta alla parte sud-est del parco nel 2012.

### Aumento dei visitatori e nuove aree
La riprogettazione e l'espansione del parco hanno visto aumentare enormemente la frequenza delle presenze. Nel 2012, Disney California Adventure ha raggiunto un livello record per il parco di oltre 7 milioni di visitatori (un aumento del 23% rispetto all'anno precedente).
Il parco ha avuto circa 9,6 milioni di visitatori nel 2017, rendendolo il 13º parco a tema più visitato al mondo in quell'anno.
Nel settembre 2018 l'area "A Bug's Land" ha chiuso definitivamente per lasciare spazio alla nuova area a tema Marvel che si chiamerà Avengers Campus.

## Aree tematiche

### Buena Vista Street

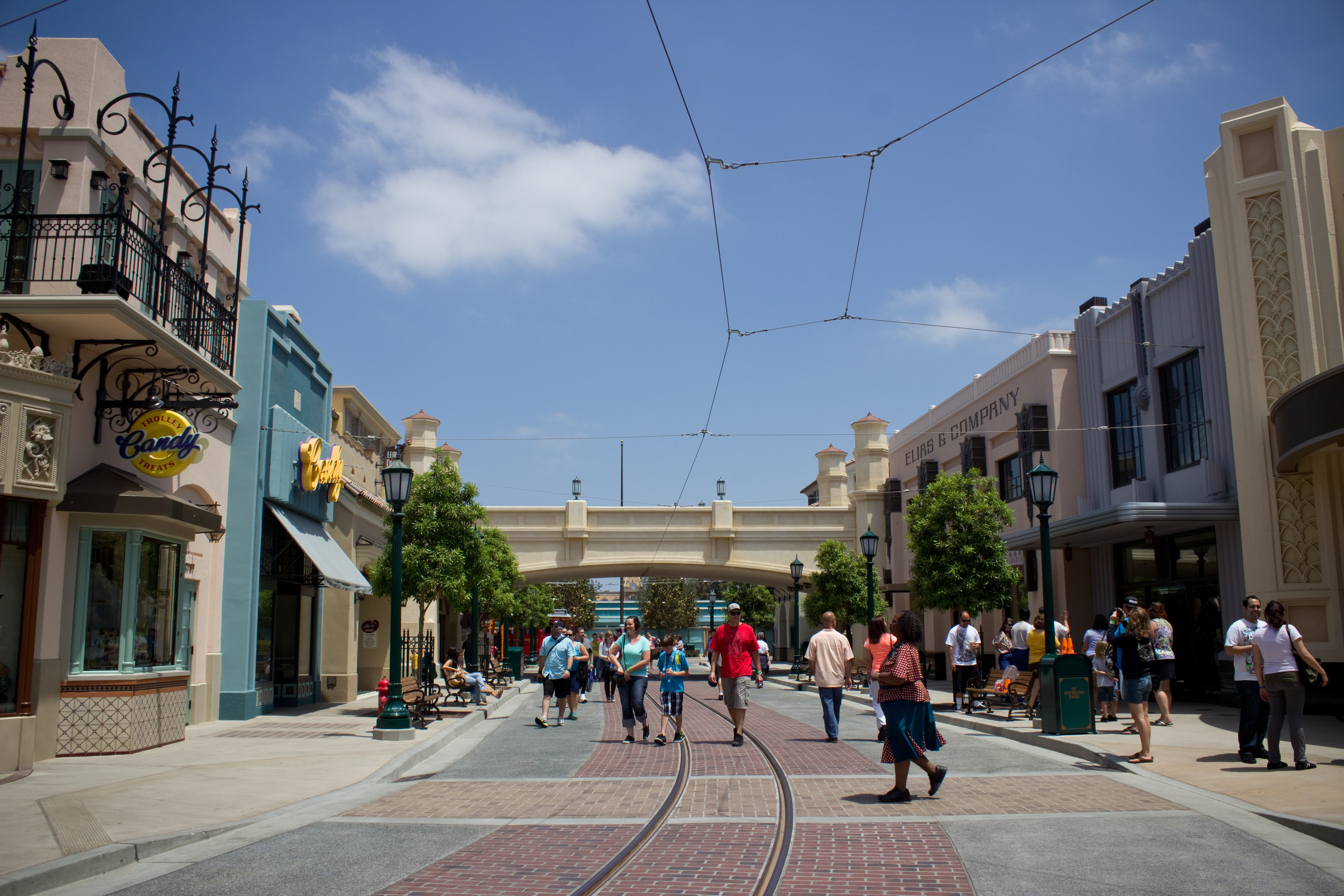
Buena Vista Street.

È la prima "land" all'ingresso principale del California Adventure Park e include una riproduzione immersiva della Los Angeles dei primi anni '20, quando Walt Disney arrivò per la prima volta in California, con le facciate dei negozi e dei ristoranti costruite in stile Mission e Art déco. Buena Vista Street è stata aperta al pubblico il 15 giugno 2012.

### Pixar Pier (precedentemente Paradise Pier)

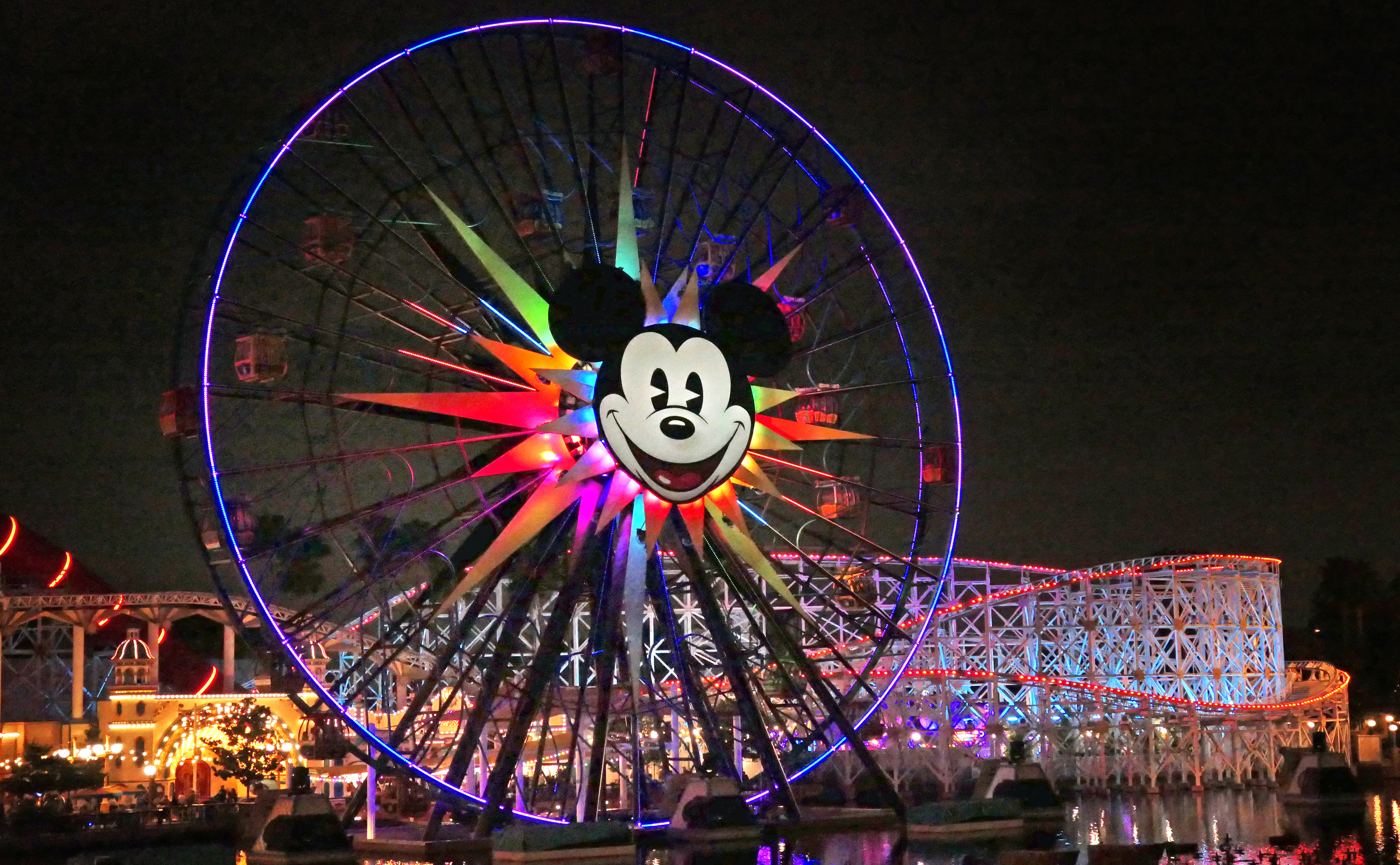
La Pixar Pal-A-Round di Pixar Pier.

Si estende su 15 acri (61.000 m2) ed è attualmente la più grande "land" a tema nel Disneyland Resort ed è stata tematizzata come una versione idealizzata di passerelle costiere popolari californiane, come il molo di Santa Monica e il lungomare di Santa Cruz Beach.
La "Pixar Pal-A-Round" (precedentemente nota come "Mickey's Fun Wheel"), che sovrasta questa land, ed è diventata il simbolo del DCA, è una ruota panoramica alta 160 piedi (49 m) che si affaccia su Paradise Bay, un grande specchio d'acqua che domina l'area del Pixar Pier. Nel 2018 questa land ha cambiato nome da "Paradise Pier" a "Pixar Pier" con l'aggiunta di nuove attrazioni a tema Pixar.

### Paradise Gardens Park
Il Paradise Gardens Park è ispirato ad un parco marittimo di epoca vittoriana. L'area originariamente faceva parte dell'ex Paradise Pier, ma è stata ribattezzata il 22 giugno 2018 quando il terreno adiacente attraverso Paradise Bay ha riaperto il giorno successivo come Pixar Pier.
Le attrazioni della zona includono "Goofy's Sky School", delle montagne russe di tipo wild mouse basate sul cortometraggio animato Disney del 1940 Pippo e l'aliante, "The Little Mermaid: Ariel's Undersea Adventure", una dark ride basata sul film d'animazione La sirenetta, "Silly Symphony Swings", giostra ispirata al cortometraggio Disney del 1935 Fanfara, "Golden Zephyr", un'attrazione a tema missilistico e "Jumpin 'Jellyfish", un'attrazione ispirata al paracadutismo.
Uno spettacolo idrotecnico con proiezioni, luci e fuochi artificiali chiamato World of Color viene eseguito di notte nelle acque della baia e mostra una serie di vignette tratte da numerosi film Disney e Pixar.

### Grizzly Peak

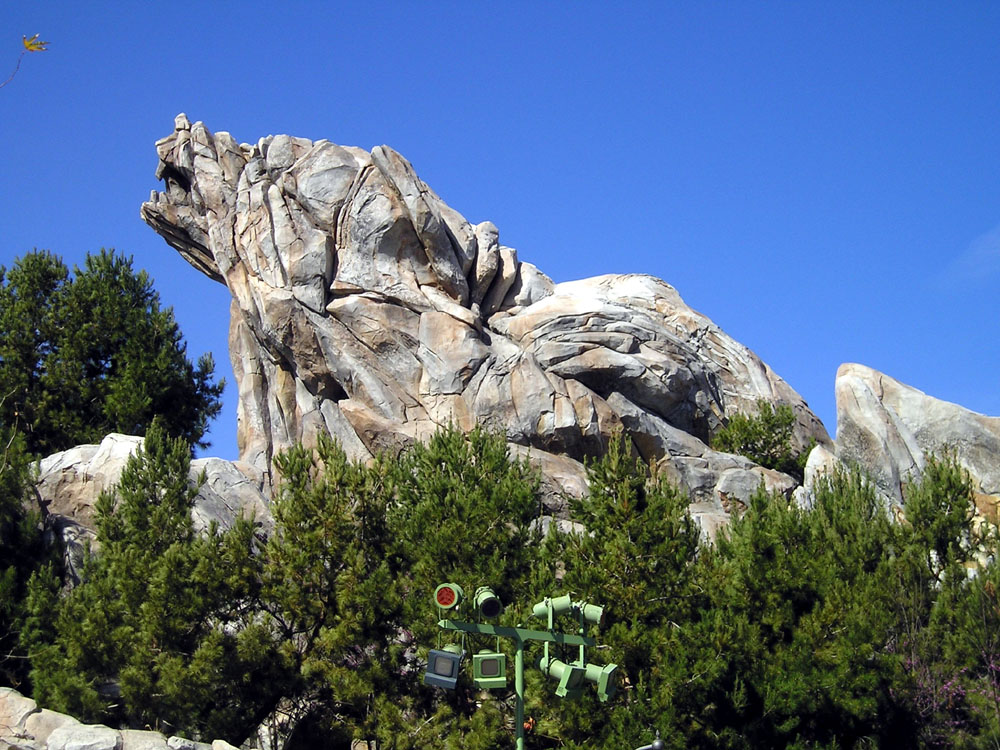
Grizzly Peak.

Il Grizzly Peak è ispirato ai parchi naturali e ai parchi nazionali della California, con particolare riferimento ai parchi nazionali di Yosemite e Redwood. La sua attrazione principale è "Grizzly River Run", una giostra sulle rapide intorno alla vetta del Grizzly Peak. Nelle vicinanze si trova il "Redwood Creek Challenge Trail", un'area giochi che include elementi del film Disney, Koda, fraetello orso e di Up della Pixar.

### Pacific Wharf
Pacific Wharf è basato sulla zona di Cannery Row di Monterey, specialmente come descritta nei romanzi di John Steinbeck, e ricorda anche Fisherman's Wharf di San Francisco.

### Hollywood Land

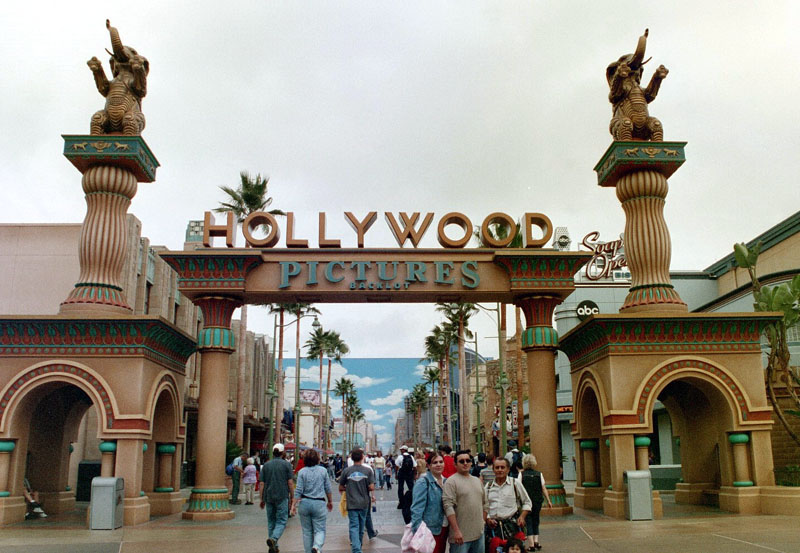
Hollywood Land nel 2012.

Hollywood Land, è un'area ispirata all'età d'oro di Hollywood degli anni '30. Qui si trovano l'attrazione "Monsters, Inc. Mike & Sulley to the Rescue!", una dark ride basata sui personaggi del film Monsters & Co. e "Guardians of the Galaxy - Mission: Breakout!", basato sulla serie di film della Marvel, Guardiani della galassia, inaugurata il 27 maggio 2017 e che ha sostituito la precedente attrazione "Tower of Terror ".

### CarsLand

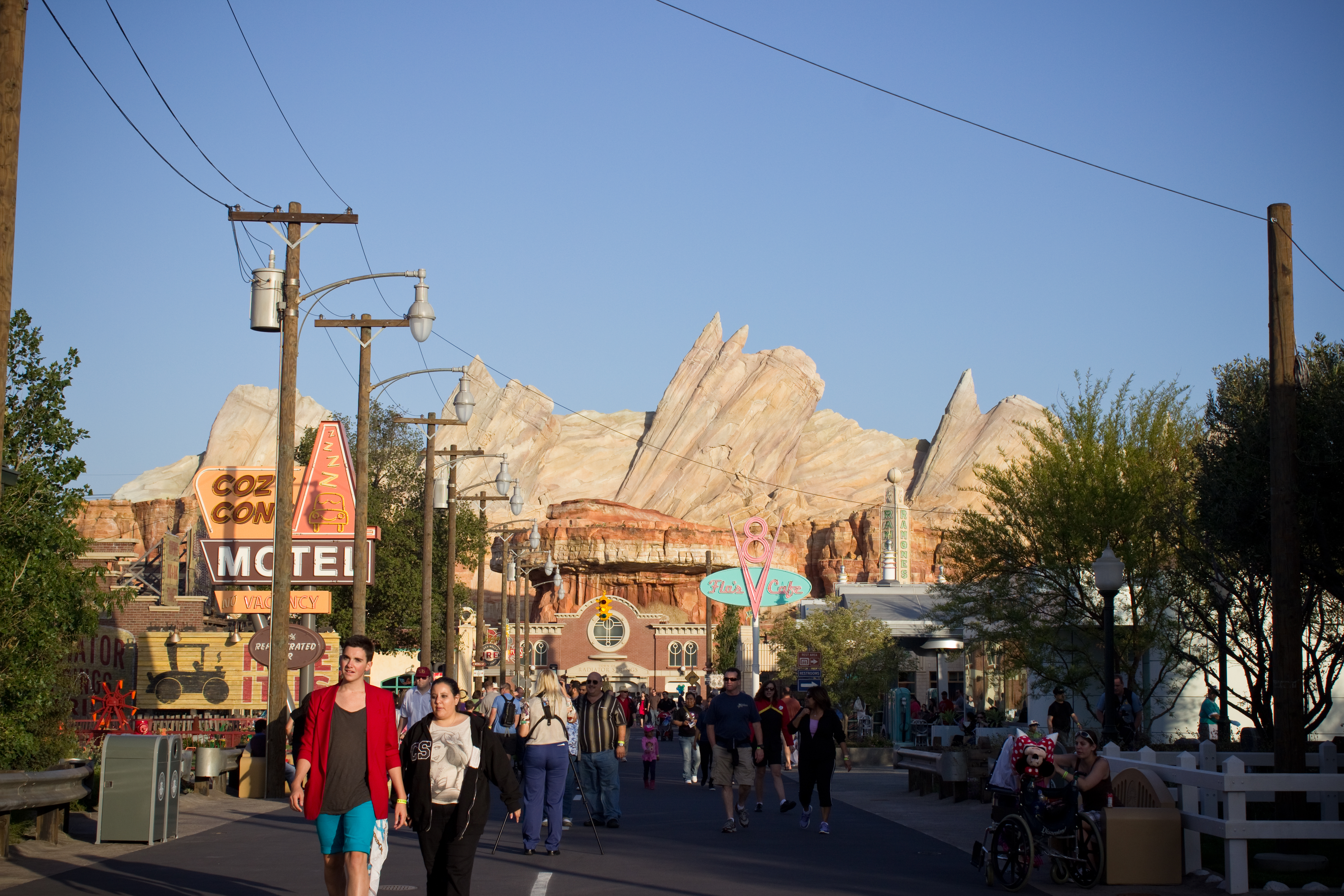
Cars Land.

Cars Land si estende su 12 acri (49.000 m2) ed è progettata come un modello a grandezza naturale, e quasi vicino alla replica esatta, della città di Radiator Springs dai film Cars. Il terreno comprende numerosi ristoranti e negozi e il distretto funge da collegamento tra Pacific Wharf, Hollywood Land e A Bug's Land. La costruzione è iniziata nel luglio 2009 ed è stata aperta al pubblico il 15 giugno 2012. Contiene tre attrazioni. La più grande attrazione è "Radiator Springs Racers", una dark ride che, con un budget stimato in 200 milioni di dollari, è una delle attrazioni più costose mai realizzate. Si tratta di un velocissimo percorso a sfida tra automobili stile Cars tra le montagne rocciose. Questa attrazione non è altro che una rivisitazione moderna e ultratematizzata di Test Track, altra attrazione targata Disney che si trova nel parco Epcot del Walt Disney World Resort in Florida.

### Avengers Campus (precedentemente A Bug's Land)
A Bug's Land era una land costruita dal punto di vista di Flik, la formica/inventore del film della Pixar, A Bug's Life, in cui oggetti umani di grandi dimensioni erano sparsi ovunque. Qui era presente la "Flik's Fun Fair", una serie di attrazioni a tema per famiglie e per bambini che aveva aperto come prima espansione del parco nel 2002 per rispondere alla richiesta di maggiori attrazioni per famiglie nel parco. Nel settembre 2018 quest'area è stata chiusa per lasciare spazio alla nuova area Avengers Campus che conterrà nuove attrazioni a tema Marvel.